# Tiziana Grasso
Tiziana Maria Cristina Grasso (Catania, 5 settembre 1985) è una velocista italiana.
Ai Campionati italiani assoluti, tra indoor ed outdoor, ha vinto 4 medaglie (una d'argento e tre di bronzo). Vanta anche 2 titoli nazionali universitari e 3 italiani promesse.
In carriera ha collezionato 3 presenze con la Nazionale assoluta: Coppa Europa 2007, Europei 2010 ed Europeo per nazioni 2011.
Detiene 2 record nazionali promesse, entrambi sui 500 m (indoor ed outdoor).

## Biografia

### Gli inizi
Ha iniziato a praticare l'atletica leggera nel 1999 all'età di 14 anni, gareggiando con la SAL Catania al Campo Scuola di Picanello, dopo aver a lungo praticato la ginnastica ritmica.
Quando era cadetta correva i 300 m in 42”60.
Nel 2004 gareggia ai campionati nazionali juniores di Rieti (batteria sui 100 m e settimo posto nei 200 m).

### 2005: la prima medaglia ai campionati nazionali giovanili
L’anno seguente, 2005, vince a Genova la medaglia di bronzo sui 400 m agli italiani giovanili indoor nella categoria promesse; in estate sempre ai nazionali di categoria non va oltre la batteria su 200 e 400 m.

### 2006-2007: doppio poker di medaglie ai campionati nazionali, esordio con la nazionale assoluta, europei under 23 e universiade
Il 2006, in cui non disputa la stagione nazionale al coperto, la vede vincere 4 medaglie nazionali su 5 finali corse: ai campionati nazionali universitari di Desenzano del Garda è bronzo sui 200 m ed oro con la staffetta 4x100 m, mentre sui 400 m termina quarta; infine arrivano altre due medaglie di bronzo, entrambe sui 200 m, agli assoluti di Torino ed agli italiani promesse.
Poker di medaglie anche nel 2007: argento sui 400 m promesse indoor, tripletta di titoli ai nazionali promesse su 400, 200 e 4x400 m.

Agli assoluti indoor giunge sesta e quarta rispettivamente sui 400 e con la 4x200 m; agli outdoor arriva ottava sui 400 m.
A maggio del 2007 gareggia in Portogallo ad Albufeira nella Coppa dei Campioni per club ottenendo due quinti posti (400 e 4x400 m) e con la 4x100 m si ritira.

Nel giugno del 2007 esordisce, in Italia a Milano, con la maglia azzurra della Nazionale assoluta in Coppa Europa: il suo apporto nella staffetta 4x100 m (Benedetta Ceccarelli, Antonella Riva e Daniela Reina) contribuisce al secondo posto finale nella gara ed alla promozione-ritorno in Super League dell’Italia.

Sempre nel 2007 partecipa ad altre 2 manifestazioni internazionali: Europei under 23 a Debrecen in Ungheria (batteria sui 400 m e quarto posto con la 4x400 m Marta Milani, Donata Piangerelli ed Eleonora Sirtoli) e Universiade di Bangkok in Thailandia (batteria nei 400 m).
Ancora nel 2007 ha realizzato gli attuali 2 record italiani promesse, prima indoor e poi outdoor, entrambi sui 500 m.

### 2008-2010: titolo universitario sui 400 metri e campionato europeo
A maggio del 2008 partecipa alla Coppa dei Campioni per club in Portogallo a Vila Real de Santo António terminando quinta sui 400 e terza con la 4x100 m.
Bronzo con la staffetta 4x100 m agli assoluti di Cagliari nel luglio del 2008 e sesta sui 200 m; agli indoor invece giunge quarta sui 400 m.
Titolo universitario nei 400 m nel 2009 e quarta sui 200 m; in precedenza agli assoluti indoor vince il bronzo con la 4x200 m e non supera la batteria dei 400 m. Agli assoluti termina quinta sui 200 m.
2010, batteria agli assoluti indoor sui 400 m ed argento sui 200 m agli assoluti all’aperto.
Sempre nel 2010 gareggia agli Europei di Barcellona in Spagna, uscendo in batteria con la 4x100 m insieme a Jessica Paoletta, Giulia Arcioni ed Audrey Alloh.

### 2011-2012: vicecampionessa universitaria su 200 e 400 metri
Non partecipa agli assoluti indoor del 2011, causa preparazione laurea universitaria, mentre ottiene un quinto posto sui 200 m agli assoluti di Torino.
A livello internazionale gareggia all'Europeo per nazioni in Svezia a Stoccolma dove conclude decima con la 4x100 m insieme ad Maria Aurora Salvagno, Giulia Arcioni ed Audrey Alloh.
Numerose le gare corse nell’annata sportiva 2012: due volte quinto posto agli assoluti indoor su 400 e 4x200 m; due medaglie d’argento ai nazionali universitari di Messina su 400 e 200 m. Infine agli assoluti di Bressanone, giunge sesta sui 200 m, esce in batteria nei 400 m e settima con la 4x400 m.

### 2013-2014: assente dai campionati assoluti e insuccessi
Nel 2013 è assente agli assoluti indoor, mentre prende parte a quelli all’aperto: fuori in batteria nei 200 m, si ritira sempre in batteria sui 400 m e conclude sesta con la 4x400 m.
È stata assente, causa preparazione laurea universitaria, nel 2014 sia agli assoluti indoor che a quelli outdoor.

## Curiosità
- È nata a Catania, ma risiede a San Gregorio di Catania[1].
- È allenata da Rosario Cannavò che è uno specialista in velocità ed ostacoli[2].

## Record nazionali

### Promesse
- 500 metri piani:  1'12”62 ( Catania, 21 aprile 2007)[3]
- 500 metri piani indoor:  1'14”96 ( Ancona, 21 gennaio 2007)[4]

## Progressione

### 200 metri piani
| Stagione | Tempo | Luogo        | Data      | Rank. Mond. |
| -------- | ----- | ------------ | --------- | ----------- |
| 2013     | 24“40 | Alcamo       | 19-6-2013 |             |
| 2012     | 24“24 | Bressanone   | 8-7-2012  |             |
| 2011     | 24“01 | Misterbianco | 10-6-2011 |             |
| 2010     | 23“78 | Grosseto     | 1-7-2010  |             |
| 2009     | 24“18 | Milano       | 2-8-2009  |             |
| 2008     | 24“22 | Cagliari     | 20-7-2008 |             |
| 2007     | 23“94 | Rieti        | 20-5-2007 |             |
| 2006     | 24“01 | Rieti        | 23-7-2006 |             |
| 2005     | 24“86 | Formia       | 16-7-2005 |             |

### 400 metri piani
| Stagione | Tempo | Luogo                      | Data      | Rank. Mond. |
| -------- | ----- | -------------------------- | --------- | ----------- |
| 2012     | 54“27 | Modena                     | 19-5-2012 |             |
| 2011     | 54“49 | Firenze                    | 4-6-2011  |             |
| 2010     | 54“47 | Modena                     | 12-6-2010 |             |
| 2009     | 54“18 | Velletri                   | 18-7-2009 |             |
| 2008     | 54“68 | Vila Real de Santo António | 24-5-2008 |             |
| 2007     | 53“72 | Debrecen                   | 12-7-2007 |             |
| 2006     | 54“45 | Pergine Valsugana          | 23-9-2006 |             |
| 2005     | 56“40 | Grosseto                   | 4-6-2005  |             |

### 400 metri piani indoor
| Stagione | Tempo | Luogo  | Data      | Rank. Mond. |
| -------- | ----- | ------ | --------- | ----------- |
| 2012     | 55“32 | Ancona | 25-2-2012 |             |
| 2011     | 57“19 | Vienna | 1-2-2011  |             |
| 2010     | 55“05 | Ancona | 27-2-2010 |             |
| 2009     | 56“30 | Torino | 21-2-2009 |             |
| 2008     | 54“42 | Genova | 23-2-2008 |             |
| 2007     | 55“06 | Genova | 24-2-2007 |             |
| 2005     | 57“64 | Genova | 5-2-2005  |             |

## Palmarès
| Anno | Manifestazione   | Sede       | Evento      | Risultato | Tempo   | Note  |
| ---- | ---------------- | ---------- | ----------- | --------- | ------- | ----- |
| 2007 | Europei under 23 | Debrecen   | 400 m piani | Batteria  | 53"72   | [ 5 ] |
| 2007 | Europei under 23 | Debrecen   | 4x400 m     | 4ª        | 3'34"79 | [ 5 ] |
| 2007 | Universiade      | Bangkok    | 400 m piani | Batteria  | 55"22   | [ 6 ] |
| 2010 | Europei          | Barcellona | 4×100 m     | Batteria  | 44"15   | [ 7 ] |

## Campionati nazionali
- 1 volta campionessa universitaria dei 400 m (2009)
- 1 volta campionessa promesse della staffetta 4x400 m (2007)
- 1 volta campionessa promesse dei 200 m (2007)
- 1 volta campionessa promesse sui 400 m (2007)
- 1 volta campionessa universitaria della staffetta 4x400 m (2006)

2004
- In batteria ai Campionati italiani juniores e promesse, (Rieti), 100 m - 12”36[8]
- 7ª ai Campionati italiani juniores e promesse, (Rieti), 200 m - 25”29[9]

2005
- Bronzo ai Campionati italiani allievi-juniores-promesse indoor, (Genova), 400 m - 57”64[10]
- In batteria ai Campionati italiani juniores e promesse, (Grosseto), 200 m - 25”36[1]
- In batteria ai Campionati italiani juniores e promesse, (Grosseto), 400 m - 56”40[1]

2006
- 4ª ai Campionati nazionali universitari, (Desenzano del Garda), 400 m - 55”43[11]
- Bronzo ai Campionati nazionali universitari, (Desenzano del Garda), 200 m - 24”48[12]
- Oro ai Campionati nazionali universitari, (Desenzano del Garda), 4x400 m 3'47”04[13]
- Bronzo ai Campionati italiani assoluti, (Torino),
200 m - 24”07[14]
- Bronzo ai Campionati italiani juniores e promesse, (Rieti), 200 m - 24”01[15]

2007
- 6ª ai Campionati italiani assoluti indoor, (Ancona),
400 m - 55”91[16]
- 4ª ai Campionati italiani assoluti indoor, (Ancona), 4x200 m - 1'40”48[17]
- Argento ai Campionati italiani allievi-juniores-promesse indoor, (Genova), 400 m - 55”06[18]
- Oro ai Campionati italiani juniores e promesse, (Bressanone), 400 m - 54”30[19]
- Oro ai Campionati italiani juniores e promesse, (Bressanone), 200 m - 24”00[20]
- Oro ai Campionati italiani juniores e promesse, (Bressanone), 4x400 m - 3'48”78[21]
- 8ª ai Campionati italiani assoluti, (Padova),
400 m - 54”66[22]

2008
- 4ª ai Campionati italiani assoluti indoor, (Genova),
400 m - 55”08[23]
- 6ª ai Campionati italiani assoluti, (Cagliari),
200 m - 24”22[24]
- Bronzo ai Campionati italiani assoluti, (Cagliari), 4x100 m - 46”25[25]

2009
- In batteria ai Campionati italiani assoluti indoor, (Torino), 400 m - 56”30[26]
- Bronzo ai Campionati italiani assoluti indoor, (Torino), 4x200 m - 1'39”56[27]
- Oro ai Campionati nazionali universitari, (Lignano Sabbiadoro), 400 m - 54”40[28]
- 4ª ai Campionati nazionali universitari, (Lignano Sabbiadoro), 200 m - 24”70[29]
- 5ª ai Campionati italiani assoluti, (Milano),
200 m - 24”18[30]

2010
- In batteria ai Campionati italiani assoluti indoor, (Ancona), 400 m - 55”05[31]
- Argento ai Campionati italiani assoluti, (Grosseto), 200 m - 23”78[32]

2011
- 5ª ai Campionati italiani assoluti, (Torino),
200 m - 24”12[33]

2012
- 5ª ai Campionati italiani assoluti indoor, (Ancona),
400 m - 55”44[34]
- 5ª ai Campionati italiani assoluti indoor, (Ancona), 4x200 m - 1'41”81[35]
- Argento ai Campionati nazionali universitari, (Messina), 400 m - 55”36[36]
- Argento ai Campionati nazionali universitari, (Messina), 200 m - 24”42[37]
- 6ª ai Campionati italiani assoluti, (Bressanone),
200 m - 24”24[38]
- In batteria ai Campionati italiani assoluti, (Bressanone), 400 m - 55”35[39]
- 7ª ai Campionati italiani assoluti, (Bressanone),
4x400 m - 3'53”45[40]

2013
- In batteria ai Campionati italiani assoluti, (Milano),
200 m - 24”62[41]
- In batteria ai Campionati italiani assoluti, (Milano), 4x100 m - r[42]
- 6ª ai Campionati italiani assoluti, (Milano),
4x400 m - 3'46”82[43]

## Altre competizioni internazionali
2007
- 5ª nella Coppa dei Campioni per club, ( Albufeira), 400 m - 54”11[44]
- In finale nella Coppa dei Campioni per club, ( Albufeira), 4x100 m - r[44]
- 5ª nella Coppa dei Campioni per club, ( Albufeira), 4x400 m - 3’42”79[44]
- Argento in Coppa Europa, ( Milano), 4x400 m - 3’31”07[45]

2008
- 5ª nella Coppa dei Campioni per club, ( Vila Real de Santo António), 400 m - 54”68[46]
- Bronzo nella Coppa dei Campioni per club, ( Vila Real de Santo António), 4x100 m - 46”01[46]

2011
- 10ª nell'Europeo per nazioni, ( Stoccolma), 4x100 m - 44"55[47]

## Attività extrasportive e vita privata
- Si è diplomata nel 2004 all'Istituto Statale d'Arte di Catania[48].
- Il 21 marzo del 2011 ha conseguito la laurea in Ingegneria del Recupero Edile e Ambientale, con una tesi intitolata “Aerial Tramways. Il filo strategico per la mobilità Catanese” presso l'Università degli Studi di Catania[49].
- Il 23 luglio del 2014 ha conseguito la laurea magistrale in Ingegneria per l'Ambiente e il Territorio presso il Dipartimento di Ingegneria e Architettura dell'università di Catania, con una tesi dal titolo “Caratterizzazione e Speciazioni del Nichel in matrici solide ai fini ambientali”[50].